# بريندون كوفنتري
بريندون كوفنتري (بالإنجليزية: Brendon Coventry)‏ هو عالم مناعة أسترالي، ولد في 7 مارس 1959.